# La Vie interdite
La Vie interdite est un roman de l’écrivain Didier van Cauwelaert, Grand prix des Lecteurs du Livre de poche en 1999, paru aux éditions Albin Michel en 1997.

## Éditions
- La Vie interdite, éditions Albin Michel, 1997  (ISBN 2-226-08879-2) ; Grand prix des lecteurs du livre de poche en 1999